# Gendarmerie maritime
La Gendarmerie maritime (in italiano: Gendarmeria marittima) è un componente della Gendarmerie nationale francese sotto il controllo operativo del capo di stato maggiore della Marine nationale. Impiega 1.100 dipendenti e gestisce una trentina di motovedette e motoscafi ad alta velocità distribuiti sulle vie d'acqua litoranee della Francia. Come i loro colleghi di terra, i Gendarmes maritimes sono militari che svolgono operazioni di polizia oltre al loro ruolo primario come servizio di guardia costiera. Svolgono anche compiti di prevosto all'interno della Marine nationale.
Le uniformi e le insegne della Gendarmerie maritime sono molto simili a quelle della Marine nationale, ma i ranghi utilizzati sono quelli del resto della Gendarmerie (che sono gli stessi dei ranghi tradizionali della Cavalleria francese).

## Funzioni
La missione della Gendarmerie maritime è la seguente:
- Sicurezza marittima e compiti generali delle forze di polizia nelle acque territoriali e nella ZEE, sotto l'autorità del prefetto marittimo.
- Dipartimento per le indagini penali sotto l'autorità del pubblico ministero.
- Tutela degli stabilimenti costieri navali.

## Organizzazione
La Gendarmerie maritime è comandata da un colonnello assistito da uno staff situato a Parigi. La guardia costiera è articolata in 3 raggruppamenti, 8 compagnie e 75 unità (brigate di ricerca, brigate di monitoraggio del litorale, gruppo di sicurezza delle zone protette, gruppo di monitoraggio di intervento e rinforzo, pattugliatori, motoscafi veloci costieri di sorveglianza marittima) la cui distribuzione geografica è la seguente:
- Francia metropolitana:
  - raggruppamento della Manica e del Mare del Nord a Cherbourg (2 compagnie)
  - raggruppamento dell'Atlantico a Brest (4 compagnie);
  - raggruppamento del Mediterraneo a Tolone (2 compagnie);
  - compagnia da Parigi alla Career-on-Seine (sotto l'autorità del maggiore statale);
  - centro nazionale di istruzione della GM (C.N.I.G.M) di Tolone.
- Oltremare:
  - Guadalupa: 1 motovedetta;
  - Guyana francese: 2 motoscafi veloci di 20 metri;
  - Mayote: 1 motovedetta (motoscafo ad alta velocità di 20 metri);
  - Polinesia francese: 1 motovedetta e una brigata;
  - Nuova Caledonia: 1 motoscafo veloce di 20 metri e 2 brigate;
  - Martinica: 1 motovedetta.

## Motovedette
| Classe           | Immagine | Tipo        | Imbarcazione | Dislocamento    | Note |
| ---------------- | -------- | ----------- | --- | --------------- | ---- |
| classe Athos     |          | Motovedetta | P 725 Athos P726 Aramis | 105 tonnellate  |      |
| classe Géranium  |          | Motovedetta | P720 Géranium P722 Violette | 100 tonnellate  |      |
| classe Jonquille |          | Motovedetta | P721 Jonquille P723 Jasmin | 98 tonnellate   |      |
| classe Elorn     |          | Motovedetta | P601 Elorn P602 Verdon P603 Adour P604 Scarpe P605 Vertonne P606 Dumbéa P607 Yser P608 Argens P609 Hérault P610 Gravona P611 Odet P612 Maury P613 Charente P614 Tech P615 Penfeld P616 Trieux P617 Vésubie P618 Escaut P619 Huveaune P620 Sèvre P621 Aber Wrac'h P622 Esteron P623 Mahury P624 Organabo | 41 tonnellate   |      |
| classe Pétulante |          | Motovedetta | A789 Melia | 16 tonnellate   |      |
| classe Pavois    |          | Motovedetta | P692 Pavois P693 Ecu P964 Rondache P695 Harnois P696 Haubert P697 Heaume P698 Brigantine P699 Gantelet | 10.2 tonnellate |      |